# فرد بارون (لاعب كرة قدم)
فرد بارون (بالإنجليزية: Fred Baron)‏ هو لاعب كرة قدم بريطاني، (و. 1901  م). لعب مع نادي ليفربول.